# Jerónimo Badaraco
Jerónimo Antonio Badaraco Belem (Macau, 15 november 1974) is een Macaus autocoureur.

## Carrière
In 1999 won Badaraco de Macau ACP Race. In 2003 eindigde hij als derde in de Macau Cup Race in een Honda Civic. In 2007 werd hij vierde in de Macau Interport Race in een Honda Integra.
In 2009 debuteerde Badaraco in het Macau Touring Car Championship in de N2000-klasse, rijdend in een Honda Integra. Dat jaar eindigde hij ook als derde in de A-klasse van de Macau Road Sport Challenge in een Subaru Impreza. In 2010 werd hij kampioen in de N2000-klasse het MTCC met twee overwinningen. Ook werd hij in een Honda Integra tweede in de Macau Interport Race. In 2011 werd hij vierde in het MTCC, terwijl hij kampioen werd in de S2000-klasse van de Guangdong International Series. In 2012 werd hij tweede in het MTCC, waar hij één overwinning behaalde. Ook werd hij tweede in de S2000-klasse van de Guangdong International Series. In 2013 werd hij derde in het MTCC met één overwinning.
In 2013 maakte Badaraco zijn debuut in het World Touring Car Championship voor het team Son Veng Racing Team. Hij reed in de raceweekenden op het Suzuka International Racing Course, het Shanghai International Circuit en zijn thuisrace op het Circuito da Guia. Zijn beste resultaat was een achttiende plaats in de tweede race op Suzuka, waardoor hij het kampioenschap zonder punten afsloot.